# Gao Beibei
Gao Beibei (8 de febrero de 1975) es una deportista china que compitió en piragüismo en la modalidad de aguas tranquilas. Ganó una medalla de plata en el Campeonato Mundial de Piragüismo de 1995 en la prueba de K4 500 m.
Participó en los Juegos Olímpicos de Atlanta 1996, donde finalizó cuarta en la prueba de K4 500 m, y eliminada en las semifinales de la prueba de K1 500 m.

## Palmarés internacional
| Campeonato Mundial | Campeonato Mundial   | Campeonato Mundial | Campeonato Mundial |
| Año                | Lugar                | Medalla            | Evento             |
| ------------------ | -------------------- | ------------------ | ------------------ |
| 1995               | Duisburgo (Alemania) | Medalla de plata   | K4 500 m           |